# 交響曲K.98
交響曲 ヘ長調『第56番』 K.98/Ahn.C 11.04 は、かつてヴォルフガング・アマデウス・モーツァルトが作曲したと考えられていた交響曲。本作は2009年時点で、『旧モーツァルト全集』にモーツァルトの交響曲として掲載されながら録音されていない唯一の楽曲となっている。

## 概要
ウィーンにおいて、編者不詳の『Sistematisch-Thematisches Verzeichnis der sämtlichen Compositionen von Wolfgang Amadeus Mozart』（体系的、主題別ヴォルフガング・アマデウス・モーツァルト全作品集）が編まれた。K.98については鉛筆書きの「1771年、ミラノ、11月」という書き込みが見られる。2台ピアノ用編曲のみでこの作品を把握していたルートヴィヒ・フォン・ケッヘルはこれを真作と考え、ケッヘル目録の初版に加えた。
ウィゼワとサン＝フォワは作品が真作であるかどうかには疑義を呈さなかったが、モーツァルトは交響曲のスケッチをしたのみで完成させはしなかったと考えた。オットー・ヤーンはヘルマン・アーベルト著のモーツァルトの伝記を改定するにあたり、この交響曲がおそらく偽作であろうと述べた。彼はモーツァルト作品の特徴ではなく、他のマンハイム楽派の作曲家に典型的な部分を列挙し、さらにメヌエットのトリオ開始部にはヨハン・シュターミッツが好んだフレーズすら指摘してみせた。
本作の真の作曲者についてはフランツ・ヨーゼフ・ハイドン、ミヒャエル・ハイドン、レオポルト・モーツァルトの誰かではないかとされる。ニール・ザスローはこの曲が誰の作品であるかは不明のままであると述べている。
『旧モーツァルト全集』（1879年-1882年刊行）では、41曲の番号付き交響曲に1番から41番までの番号を割り当てた。番号なしの交響曲（1910年まで『旧モーツァルト全集』の補遺として出版された中に含まれていたK.98などの作品群）は、交響曲第41番（1788年作曲）よりも以前の作曲年でありながらも、42番から56番までの番号が振られることがある。この採番法において本作は第56番となる。

## 楽器編成
オーボエ2、ホルン2、弦楽合奏。
当時のオーケストラではファゴットとハープシコードが使用可能な場合は、通奏低音として働き低音の動きを増強するために管弦楽に用いられるのが一般的であった。

## 楽曲構成
全4楽章で構成される。演奏時間は約12-15分。
第1楽章 Allegro 4/4拍子
第2楽章 Andante 2/4拍子
第3楽章 Menuetto 3/4拍子
第4楽章 Presto 2/4拍子